# تيم أرمسترونغ (كبير الإداريين التنفيذيين)
تيم أرمسترونغ (بالإنجليزية: Tim Armstrong)‏ هو كبير الإداريين التنفيذيين أمريكي، ولد في 21 ديسمبر 1971 في الولايات المتحدة.